# Референдум в Литве (1994)
Референдум о приватизации в Литве был проведён 27 августа 1994 года. На голосование был представлен проект закона, предлагавший процедуры для изменения приватизационных сделок, носивших непрозрачный характер, а также предусматривавший использование доходов от приватизации для индексации сберегательных вкладов граждан Литвы, имевшихся на момент начала экономических реформ. В общей сложности избиратели должны были дать ответы на восемь вопросов. Несмотря на то, что положительный ответ на каждый из вопросов дали около 89 % участников голосования, низкая явка избирателей не позволила принять предложенный закон.
Инициаторами референдума о неправомерной приватизации и компенсации вкладов населения стала литовская оппозиция, рассчитывавшая поднять свою популярность. В случае успеха референдума литовскому правительству пришлось бы потратить на выплату компенсаций около $2 млрд., подорвав тем самым политику финансовой стабилизации проводимую властями. Помимо вопросов связанных с приватизацией, на рассмотрение граждан был вынесен вопрос о требовании к России возместить ущерб от советской оккупации.

## Результаты по вопросу №1
| Выбор                          | Голоса    | %     |
| ------------------------------ | --------- | ----- |
| За                             | 749 172   | 30,85 |
| Против                         | 92 593    | 3,81  |
| Недействительных голосов       | 54 013    | –     |
| Всего/Явка                     | 895 778   | 36,89 |
| Зарегистрированных избирателей | 2 428 105 | 100   |
| Источник: Nohlen & Stöver      |           |       |

1. ↑  От числа зарегистрированных избирателей